# Championnats de France d'escrime 2025
Navigation
Édition précédente Édition suivante
Les Championnats de France d'escrime 2025 se déroulent en deux parties:
- divisions nationales 1 équipes, 2 et 3 : les 7 juin et 8 juin à Courbevoie pour le sabre, à Haguenau pour le fleuret et à Colmar pour l'épée
- division nationale 1 individuelles : en décembre.

Les épreuves individuelles se déroulent le samedi, alors que les épreuves par équipes ont lieu le dimanche.
Durant cette saison, plusieurs circuits ont été déplacés. Ce fût également le cas des Championnats de France sabre, initialement prévus à Charenton-le-Pont, finalement co-organisés avec le club de Courbevoie à Courbevoie.

## Liste des épreuves
Comme chaque année, des circuits nationaux permettent de se qualifier aux Championnats de France.

### Sabre
La saison individuelle s'articule autour de :
- 5 circuits nationaux[2],[3],[4],[5],[6],[7],[8],[9],[10],[11]
- les Championnats de France par division.

La saison par équipes s'articule autour de :
- une demi-finale (N1 et N2): à Meylan le 15 mars[12],[13],[14]
- la finale des Championnats de France par division.

### Fleuret
La saison individuelle s'articule autour de :
- 5 circuits nationaux[15],[16],[17],[18],[19],[20],[21],[22],[23],[24],[25],[26]
- les Championnats de France par division.

La saison par équipes s'articule autour de :
- la finale des Championnats de France par division.

### Épée
La saison individuelle s'articule autour de :
- 5 circuits nationaux[27],[28],[29],[30],[31],[32],[33],[34],[35],[36],[37],[38],[39]
- les Championnats de France par division.

La saison par équipes masculine s'articule autour de :
- une demie-finale : à Châlons-en-Champagne les 5 avril et 6 avril en N1[40] et N2[41]
- la finale des Championnats de France par division.

La saison par équipes féminine s'articule autour de :
- 3 journées de Championnats en N1 et N2 (poule unique) : à Mâcon le 8 décembre 2024[42],[43], Soissons le 12 janvier[44],[45] et Châlons-en-Champagne le 6 avril[46],[47]
- les Play Offs du Championnat de France par division (tableau éliminatoire)

## Médaillés

### Sabre
| Épreuves            | Or                                                                                        | Argent                                                                                 | Bronze                                                                              |
| ------------------- | ----------------------------------------------------------------------------------------- | -------------------------------------------------------------------------------------- | ----------------------------------------------------------------------------------- |
| Sabre               |                                                                                           |                                                                                        |                                                                                     |
| Hommes individuel   |                                                                                           |                                                                                        |                                                                                     |
| Hommes par équipes, | Souffelweye EC- Edouard Barloy - Jean-Philippe Patrice - Sébastien Patrice - Matyas Szabo | CE Orléans- Jean-Uthmann Bisch - Benjamin Ducerf - Rémi Garrigue - Evann Girault       | CE Clamart- Evan Fraboulet - Thomas Martine - Léandre Ollivier                      |
| Femmes individuel   |                                                                                           |                                                                                        |                                                                                     |
| Femmes par équipes, | Strasbourg UC- Sara Balzer - Romane Klarer - Aurore Patrice - Toscane Tori                | CE Orléans- Amalia Aimé - Alexandra Sasha Kuvaeva - Alejandra Manga - Caroline Quéroli | Gémenos EC- Annah Couderc - Lorina Essomba Mbega - Louane Perrier - Margaux Rifkiss |

### Fleuret
| Épreuves            | Or                                                                                                 | Argent                                                                                              | Bronze                                                                             |
| ------------------- | -------------------------------------------------------------------------------------------------- | --------------------------------------------------------------------------------------------------- | ---------------------------------------------------------------------------------- |
| Fleuret             | | |                                                                                    |
| Hommes individuel,  | | |                                                                                    |
| Hommes par équipes, | CE Melun Val de Seine- Eliot Chagnon - Paul-Antoine De Badts - Gergo Szemes - Wallerand Roger      | Antony SE- Jules Andriamampianina - Tyvan Bibard - Carlos Llavador - Fabien Richard                 | OGC Nice escrime- Cameron Carasena - Daniel Dosa - Pierre Loisel - Charles Sallard |
| Femmes individuel   | | |                                                                                    |
| Femmes par équipes, | OGC Nice escrime- Solène Butruille - Constance Catarzi - Annaïck Bargain Ferrari - Dariia Myroniuk | Bordeaux Escrime Club- Victoriia Horpenchenko - Emmie Nayl - Marion Rousseau - Chloé-Marine Sanchez | BLR 92- Mathilde Dijoux - Alice Recher - Garance Roger - Olga Sopit                |

### Épée
| Épreuves            | Or | Argent                                                                                    | Bronze                                                                              |
| ------------------- | --- | ----------------------------------------------------------------------------------------- | ----------------------------------------------------------------------------------- |
| Épée                | |                                                                                           |                                                                                     |
| Hommes individuel,  | |                                                                                           |                                                                                     |
| Hommes par équipes, | Levallois- Paul Allègre - Houssam Elkord - Kendrick Jean-Joseph - Lilian Nguefack                     | Paris UC- Gaétan Billa - Baptiste Correnti - Lino Heurlin-Vazquez - Julien Maury          | CE Douai- Raphaël Dominici - Paul Fortin - Thibault Parpaite - Rafaël Tulen         |
| Femmes individuel,  | |                                                                                           |                                                                                     |
| Femmes par équipes, | Escrime 3 Frontières (E3F) Thionville- Alice Conrad - Camille Keller - Jade Sersot - Aube Vandingenen | VGA Saint Maur- Fanny Depanian - Anna Mroszczak - Camille Nabeth - Diane Von Kerssenbrock | Paris UC- Pauline Brunner - Marie-Florence Candassamy - Lauren Rembi - Judith Roman |